# Yurika Kubo
Yurika Kubo (久保ユリカ, Kubo Yurika), née le 19 mai 1989 à Nara, est une seiyū japonaise.
Devenue connue avec son rôle dans Love Live! à partir de 2013, elle sort son premier morceau en solo Lovely Lovely Strawberry en 2016. En 2018, elle ne renouvelle pas son contrat avec l'agence Clare Voice et poursuit sa carrière en indépendant.

## Rôles

### Anime
- Love Live! (2013-2014) : Hanayo Koizumi
- Dungeon ni deai o motomeru no wa machigatteiru darō ka (2015, 2017, 2019) : Loki
- Shūmatsu nani shitemasu ka? Isogashii desu ka? Sukutte moratte ii desu ka? : Panibal
- Citrus : Himeko Momokino
- Seishun buta yarō wa Bunny Girl senpai no yume wo minai : Kaede Azusagawa
- Sakurasou no Pet na Kanojo : Mayu Takasaki
- Jikken-hin Kazoku: Creatures Family Days (à partir de 2018) : Sumire[3]
- Isekai Cheat Magician (à partir de 2019) : Airy[4]
- A Playthrough of a Certain Dude's VRMMO Life (à partir de 2023) : Ulna[5]

### Jeux vidéo
- Love Live! School Idol Festival : Hanayo Koizumi
- Genshin Impact : Kachina

## Discographie

### Albums
- Subete ga Taisetsu na Deai - Meeting with you creates myself (2018)[6]